# Lagetta wrightiana
Lagetta wrightiana är en tibastväxtart som beskrevs av Carl Karl Wilhelm Leopold Krug och Urban. Lagetta wrightiana ingår i släktet Lagetta och familjen tibastväxter. Inga underarter finns listade i Catalogue of Life.